# Koloko
Koloko est le chef-lieu du département de Koloko situé dans la province du Kénédougou de la région des Hauts-Bassins au Burkina Faso.

## Géographie
Koloko est située à environ 110 km à l'ouest de Bobo-Dioulasso. La commune est traversée par la route nationale 8 et constitue, sur cet axe, la dernière commune avant la frontière malienne et la ville d'Hérémakono au Mali.

## Santé et éducation
Koloko accueille un centre de santé et de promotion sociale (CSPS) tandis que le centre médical avec antenne chirurgicale (CMA) le plus proche se trouve à Orodara et que le centre hospitalier régional (CHR) est le CHU Souro-Sanon de Bobo-Dioulasso.
Le village possède deux écoles primaires publiques (A et B), un collège d'enseignement général (CEG) et le lycée départemental.